# Buesaco
Buesaco ist eine Gemeinde (municipio) im Departamento Nariño in Kolumbien.

## Geographie
Buesaco liegt nordöstlich von Pasto in der Provinz Pasto in Nariño. An die Gemeinde grenzen im Norden San Lorenzo, Arboleda, Albán und El Tablón de Gómez, im Osten El Tablón de Gómez sowie Colón und Sibundoy im Departamento de Putumayo, im Süden Pasto und im Westen Chachagüí und Pasto.

## Bevölkerung
Die Gemeinde Buesaco hat 26.229 Einwohner, von denen 6645 im städtischen Teil (cabecera municipal) der Gemeinde leben (Stand: 2019).

## Geschichte
Buesaco wurde 1618 vom Hauptmann Cazanzola mit dem Ziel gegründet, den indigenen Stamm der Buisacos an einem Ort zum bündeln, um diesen besser kontrollieren zu können.

## Wirtschaft
Die wichtigsten Wirtschaftszweige von Buesaco sind Tierhaltung und Landwirtschaft (insbesondere Kaffee, Mais, Bohnen und Erbsen).